# The World Needs a Hero
A The World Needs a Hero a Megadeth együttes kilencedik stúdióalbuma, amely 2001 májusában jelent meg a Sanctuary Records gondozásában. A lemez a 16. helyig jutott a Billboard 200-as eladási listán.

## Az album dalai
1. Disconnect – 5:20
2. The World Needs a Hero – 3:52
3. Moto Psycho – 3:06
4. 1000 Times Goodbye – 6:25
5. Burning Bridges – 5:20
6. Promises – 4:28
7. Recipe for Hate... Warhorse – 5:18
8. Losing My Senses – 4:40
9. Dread and the Fugitive Mind – 4:25
10. Silent Scorn (instrumentális) – 1:42
11. Return to Hangar – 3:59
12. When – 9:14

## Közreműködők
- Dave Mustaine – gitár, ének
- Al Pitrelli – szólógitár
- Dave Ellefson – basszusgitár, vokál
- Jimmy DeGrasso – dobok